# Olympische Sommerspiele 2012/Teilnehmer (Argentinien)
| Gelbes Symbol für Goldmedaillen mit stilisierten Olympischen Ringen | Graues Symbol für Silbermedaillen mit stilisierten Olympischen Ringen | Braundes Symbol für Bronzemedaillen mit stilisierten Olympischen Ringen |
| ------------------------------------------------------------------- | --------------------------------------------------------------------- | ----------------------------------------------------------------------- |
| 1                                                                   | 1                                                                     | 2                                                                       |

Argentinien nahm in London an den Olympischen Spielen 2012 teil. Es war die insgesamt 23. Teilnahme an Olympischen Sommerspielen. Das Comité Olímpico Argentino nominierte 133 Athleten in 21 Sportarten.
Fahnenträgerin bei der Eröffnungsfeier war die Hockeyspielerin Luciana Aymar.

## Medaillen

### Medaillenspiegel
| Medaillenspiegel Argentinien |           |                              |                           |                           |        |
| Platz                        | Sportart  | Goldmedaille – Olympiasieger | Silbermedaille – 2. Platz | Bronzemedaille – 3. Platz | Gesamt |
| 1                            | Taekwondo | 1                            | —                         | —                         | 1      |
| 2                            | Hockey    | —                            | 1                         | —                         | 1      |
| 3                            | Segeln    | —                            | —                         | 1                         | 1      |
| 4                            | Tennis    | —                            | —                         | 1                         | 1      |
| Total                        | Total     | 1                            | 1                         | 2                         | 4      |

Mit einer gewonnenen Gold-, einer Silber- und zwei Bronzemedaillen belegte das argentinische Team Rang 43 im Medaillenspiegel.

### Medaillengewinner

#### Gold
| Name                 | Sportart  | Wettkampf                |
| -------------------- | --------- | ------------------------ |
| Sebastián Crismanich | Taekwondo | Männer, Klasse bis 80 kg |

#### Silber
| Name | Sportart | Wettkampf |
| --- | -------- | --------- |
| Luciana Aymar Noel Barrionuevo Martina Cavallero Laura Del Colle Silvina D’Elía Florencia Habif Rosario Luchetti Sofía Maccari Delfina Merino Florencia Mutio Carla Rebecchi Macarena Rodríguez Rocío Sánchez Moccia Mariela Scarone Daniela Sruoga Josefina Sruoga | Hockey   | Damen     |

#### Bronze
| Name                              | Sportart | Wettkampf     |
| --------------------------------- | -------- | ------------- |
| Lucas Calabrese Juan de la Fuente | Segeln   | Männer, 470er |
| Juan Martín del Potro             | Tennis   | Herren Einzel |

## Teilnehmer nach Sportarten

### Basketball
| Wettbewerb    | Männer |
| ------------- | --- |
| Athleten      | Facundo Campazzo Carlos Delfino Manu Ginóbili Juan Pedro Gutiérrez Leonardo Gutiérrez Hernán Jasen Federico Kammerichs Martín Leiva Marcos Mata Andrés Nocioni Pablo Prigioni Luis Scola |
| Trainer       | Julio Lamas |
| Gruppenphase  | Litauen (102:79) Frankreich (64:71) Tunesien (92:69) Nigeria (93:79) USA (97:126) |
| Viertelfinale | Brasilien (82:77) |
| Halbfinale    | USA (83:109) |
| Finale        | Spiel um Platz 3: Russland (77:81) |
| Platzierung   | 4 |

### Beachvolleyball
| Athleten                  | Gruppenphase                                                            | Gruppenphase                                             | Gruppenphase | Gruppenphase | Achtelfinale  | Achtelfinale  | Viertelfinale | Viertelfinale | Halbfinale    | Halbfinale    | Finale        | Finale        | Rang |
| Athleten                  | Gegner                                                                  | Ergebnis                                                 | Punkte       | Rang         | Gegner        | Ergebnis      | Gegner        | Ergebnis      | Gegner        | Ergebnis      | Gegner        | Ergebnis      | Rang |
| ------------------------- | ----------------------------------------------------------------------- | -------------------------------------------------------- | ------------ | ------------ | ------------- | ------------- | ------------- | ------------- | ------------- | ------------- | ------------- | ------------- | ---- |
| Frauen                    |                                                                         |                                                          |              |              |               |               |               |               |               |               |               |               |      |
| Ana Gallay Virginia Zonta | J. Kessy / A. Ross E. Baquerio / L. Fernández M. van Iersel / S. Keizer | 0:2 (11:21, 18:21) 0:2 (20:22, 16:21) 0:2 (12:21, 16:21) | 3            | 4            | ausgeschieden | ausgeschieden | ausgeschieden | ausgeschieden | ausgeschieden | ausgeschieden | ausgeschieden | ausgeschieden | 19   |

### Boxen
| Athleten       | Wettbewerb              | 1. Runde          | 1. Runde | Achtelfinale         | Achtelfinale  | Viertelfinale | Viertelfinale | Halbfinale    | Halbfinale    | Finale        | Finale        | Rang |
| Athleten       | Wettbewerb              | Gegner            | Ergebnis | Gegner               | Ergebnis      | Gegner        | Ergebnis      | Gegner        | Ergebnis      | Gegner        | Ergebnis      | Rang |
| -------------- | ----------------------- | ----------------- | -------- | -------------------- | ------------- | ------------- | ------------- | ------------- | ------------- | ------------- | ------------- | ---- |
| Männer         |                         |                   |          |                      |               |               |               |               |               |               |               |      |
| Alberto Melián | Bantamgewicht bis 56 kg | Sergei Wodopjanow | 5:12     | ausgeschieden        | ausgeschieden | ausgeschieden | ausgeschieden | ausgeschieden | ausgeschieden | ausgeschieden | ausgeschieden | 32   |
| Yamil Peralta  | Schwergewicht bis 91 kg | –                 | –        | Chouaib Bouloudinats | 13:5          | Terwel Pulew  | 10:13         | ausgeschieden | ausgeschieden | ausgeschieden | ausgeschieden | 5    |

### Fechten
| Athleten                  | Wettbewerb   | 1. Runde | 1. Runde | 2. Runde       | 2. Runde | Achtelfinale  | Achtelfinale  | Viertelfinale | Viertelfinale | Halbfinale    | Halbfinale    | Finale        | Finale        | Rang |
| Athleten                  | Wettbewerb   | Gegner   | Ergebnis | Gegner         | Ergebnis | Gegner        | Ergebnis      | Gegner        | Ergebnis      | Gegner        | Ergebnis      | Gegner        | Ergebnis      | Rang |
| ------------------------- | ------------ | -------- | -------- | -------------- | -------- | ------------- | ------------- | ------------- | ------------- | ------------- | ------------- | ------------- | ------------- | ---- |
| Frauen                    |              |          |          |                |          |               |               |               |               |               |               |               |               |      |
| María Belén Pérez Maurice | Säbel Einzel | –        | –        | Gioia Marzocca | 10:15    | ausgeschieden | ausgeschieden | ausgeschieden | ausgeschieden | ausgeschieden | ausgeschieden | ausgeschieden | ausgeschieden | 32   |

### Handball
| Wettbewerb    | Männer |
| ------------- | --- |
| Athleten      | Mariano Cánepa Gonzalo Carou Federico Gastón Fernández Fernando Gabriel García Andrés Kogovsek Damián Migueles Federico Pizarro Pablo Sebastián Portela Leonardo Facundo Querín Guido Riccobelli Matías Carlos Schulz Diego Simonet Sebastián Simonet Juan Manuel Vázquez Federico Matías Vieyra |
| Trainer       | Eduardo Gallardo |
| Gruppenphase  | Island 25:31 (14:15) Frankreich 20:32 (9:17) Großbritannien 32:21 (16:11) Schweden 13:29 (8:12) Tunesien 23:25 (12:12) |
| Viertelfinale | ausgeschieden |
| Halbfinale    | ausgeschieden |
| Finale        | ausgeschieden |
| Platzierung   | – |

### Hockey
| Wettbewerb        | Frauen | Männer |
| ----------------- | --- | --- |
| Athleten          | Luciana Aymar Noel Barrionuevo Martina Cavallero Laura Del Colle Silvina D’Elía Florencia Habif Rosario Luchetti Sofía Maccari Delfina Merino Florencia Mutio Carla Rebecchi Macarena Rodríguez Rocío Sánchez Moccia Mariela Scarone Daniela Sruoga Josefina Sruoga | Ignacio Bergner Manuel Brunet Facundo Callioni Lucas Cammareri Pedro Ibarra Juan Martín López Agustín Mazzilli Santiago Montelli Matías Paredes Gonzalo Peillat Lucas Martín Rey Lucas Rossi Lucas Vila Matías Vila Rodrigo Vila Juan Manuel Vivaldi Juan Espinosa (Ersatz) Matías González (Ersatz) |
| Trainer           | Carlos Retegui | Pablo Lombi |
| Gruppenphase      | Südafrika 7:1 (5:1) USA 0:1 (0:1) Neuseeland 2:1 (1:0) Deutschland 3:1 (2:0) Australien 0:0 | Großbritannien 1:4 (0:1) Pakistan 0:2 (0:1) Australien 2:2 (0:2) Spanien 1:3 (0:0) Südafrika 6:3 (2:2) |
| Platzierungsspiel | – | Spiel um Platz 9: Neuseeland 1:3 (0:3) |
| Halbfinale        | Großbritannien 2:1 (2:0) | ausgeschieden |
| Finale            | Niederlande 0:2 (0:0) | ausgeschieden |
| Platzierung       | Silber | 10 |

### Judo
| Athleten         | Wettbewerb        | 1. Runde Round of 64 | 1. Runde Round of 64 | 2. Runde Round of 32 | 2. Runde Round of 32 | Achtelfinale Round of 16 | Achtelfinale Round of 16 | Viertelfinale Quarter Final | Viertelfinale Quarter Final | Hoffnungsrunde Halbfinale Repechage | Hoffnungsrunde Halbfinale Repechage | Halbfinale    | Halbfinale    | Hoffnungsrunde Finale Bronze Medal | Hoffnungsrunde Finale Bronze Medal | Finale        | Finale        | Rang |
| Athleten         | Wettbewerb        | Gegner               | Ergebnis             | Gegner               | Ergebnis             | Gegner                   | Ergebnis                 | Gegner                      | Ergebnis                    | Gegner                              | Ergebnis                            | Gegner        | Ergebnis      | Gegner                             | Ergebnis                           | Gegner        | Ergebnis      | Rang |
| ---------------- | ----------------- | -------------------- | -------------------- | -------------------- | -------------------- | ------------------------ | ------------------------ | --------------------------- | --------------------------- | ----------------------------------- | ----------------------------------- | ------------- | ------------- | ---------------------------------- | ---------------------------------- | ------------- | ------------- | ---- |
| Frauen           |                   |                      |                      |                      |                      |                          |                          |                             |                             |                                     |                                     |               |               |                                    |                                    |               |               |      |
| Paula Pareto     | Klasse bis 48 kg  | –                    | –                    | –                    | –                    | Elena Moretti            | 001 - 000                | Tomoko Fukumi               | 001 - 0002                  | M. Urantsetseg                      | 0011 - 0002                         | ausgeschieden | ausgeschieden | Charline Van Snick                 | 0002 - 0011                        | ausgeschieden | ausgeschieden | 5    |
| Männer           |                   |                      |                      |                      |                      |                          |                          |                             |                             |                                     |                                     |               |               |                                    |                                    |               |               |      |
| Emmanuel Lucenti | Klasse bis 81 kg  | –                    | –                    | Fetra Ratsimiziva    | 100 - 0001           | Alain Schmitt            | 100 - 000                | Kim Jae-bum                 | 0003 - 010                  | Antoine Valois-Fortier              | 0001 - 0101                         | ausgeschieden | ausgeschieden | ausgeschieden                      | ausgeschieden                      | ausgeschieden | ausgeschieden | 7    |
| Héctor Campos    | Klasse bis 90 kg  | –                    | –                    | Asley González       | 000 - 100            | ausgeschieden            | ausgeschieden            | ausgeschieden               | ausgeschieden               | ausgeschieden                       | ausgeschieden                       | ausgeschieden | ausgeschieden | ausgeschieden                      | ausgeschieden                      | ausgeschieden | ausgeschieden | 17   |
| Cristian Schmidt | Klasse bis 100 kg | –                    | –                    | Jauhen Bjadulin      | 000 - 1001           | ausgeschieden            | ausgeschieden            | ausgeschieden               | ausgeschieden               | ausgeschieden                       | ausgeschieden                       | ausgeschieden | ausgeschieden | ausgeschieden                      | ausgeschieden                      | ausgeschieden | ausgeschieden | 17   |

### Kanu

#### Kanurennsport
| Athleten                   | Wettbewerb | Vorlauf  | Vorlauf | Halbfinale | Halbfinale | Finale   | Finale | Rang |
| Athleten                   | Wettbewerb | Zeit     | Rang    | Zeit       | Rang       | Zeit     | Rang   | Rang |
| -------------------------- | ---------- | -------- | ------- | ---------- | ---------- | -------- | ------ | ---- |
| Männer                     |            |          |         |            |            |          |        |      |
| Miguel Correa Rubén Rézola | K-2 200 m  | 33,623 s | 6       | 33,105 s   | 6          | 35,271 s | 5      | 5    |

#### Kanuslalom
| Athleten        | Wettbewerb | Vorlauf  | Vorlauf | Halbfinale    | Halbfinale    | Finale        | Finale        | Rang |
| Athleten        | Wettbewerb | Zeit     | Rang    | Zeit          | Rang          | Zeit          | Rang          | Rang |
| --------------- | ---------- | -------- | ------- | ------------- | ------------- | ------------- | ------------- | ---- |
| Männer          |            |          |         |               |               |               |               |      |
| Sebastián Rossi | C-1        | 107,25 s | 16      | ausgeschieden | ausgeschieden | ausgeschieden | ausgeschieden | 16   |

### Leichtathletik
Laufen und Gehen 
| Athleten         | Wettbewerb  | Vorlauf      | Vorlauf | Halbfinale | Halbfinale | Finale        | Finale        | Rang |
| Athleten         | Wettbewerb  | Zeit         | Rang    | Zeit       | Rang       | Zeit          | Rang          | Rang |
| ---------------- | ----------- | ------------ | ------- | ---------- | ---------- | ------------- | ------------- | ---- |
| Frauen           |             |              |         |            |            |               |               |      |
| María Peralta    | Marathon    | –            | –       | –          | –          | 2:40:50 h     | 82            | 82   |
| Männer           |             |              |         |            |            |               |               |      |
| Javier Carriqueo | 5000 m      | 13:57,07 min | 37      | –          | –          | ausgeschieden | ausgeschieden | 37   |
| Miguel Barzola   | Marathon    | –            | –       | –          | –          | 2:17:54 h     | 35            | 35   |
| Juan Manuel Cano | 20 km Gehen | –            | –       | –          | –          | 1:22:10 h     | 22            | 22   |

 Springen und Werfen 
| Athleten           | Wettbewerb   | Qualifikation        | Qualifikation | Finale        | Finale        | Rang |
| Athleten           | Wettbewerb   | Weite/Höhe           | Rang          | Weite/Höhe    | Rang          | Rang |
| ------------------ | ------------ | -------------------- | ------------- | ------------- | ------------- | ---- |
| Frauen             |              |                      |               |               |               |      |
| Rocío Comba        | Diskuswerfen | 58,98 m              | 26            | ausgeschieden | ausgeschieden | 26   |
| Jennifer Dahlgren  | Hammerwerfen | 3 ungültige Versuche | -             | ausgeschieden | ausgeschieden | -    |
| Männer             |              |                      |               |               |               |      |
| Germán Lauro       | Diskuswerfen | 57,54 m              | 37            | ausgeschieden | ausgeschieden | 37   |
| Juan Ignacio Cerra | Hammerwerfen | 68,20 m              | 36            | ausgeschieden | ausgeschieden | 36   |
| Germán Lauro       | Kugelstoßen  | 20,75 m              | 5             | 20,84 m       | 6             | 6    |

### Radsport

#### Bahn
Mehrkampf
| Omnium Männer |    |    |    |   |   |              |    |    |              |    |    |    |
| Walter Pérez  | 17 | 17 | 26 | 7 | 4 | 4:33,532 min | 15 | 12 | 1:07,523 min | 17 | 72 | 14 |

#### Straße
| Athleten            | Wettbewerb    | Zeit                     | Rang |
| ------------------- | ------------- | ------------------------ | ---- |
| Männer              |               |                          |      |
| Maximiliano Richeze | Straßenrennen | außerhalb des Zeitlimits | -    |

#### Mountainbike
| Athleten     | Wettbewerb    | Zeit      | Rang |
| ------------ | ------------- | --------- | ---- |
| Männer       |               |           |      |
| Catriel Soto | Cross-Country | 1:35:13 h | 26   |

#### BMX
| Athleten        | Wettbewerb | Qualifikation | Qualifikation | Viertelfinale | Viertelfinale | Halbfinale    | Halbfinale    | Finale        | Finale        | Rang |
| Athleten        | Wettbewerb | Zeit          | Rang          | Punkte        | Rang          | Punkte        | Rang          | Zeit          | Rang          | Rang |
| --------------- | ---------- | ------------- | ------------- | ------------- | ------------- | ------------- | ------------- | ------------- | ------------- | ---- |
| Männer          |            |               |               |               |               |               |               |               |               |      |
| Ernesto Pizarro | Race       | 39,765 s      | 26            | 36            | 24            | ausgeschieden | ausgeschieden | ausgeschieden | ausgeschieden | 24   |

### Reiten
| Athleten           | Wettbewerb | Fehlerpunkte | Rang |
| ------------------ | ---------- | ------------ | ---- |
| Springen           |            |              |      |
| José Maria Larocca | Einzel     | 20           | 36   |
| Alejandro Madorno  | Einzel     | 9            | 64   |

### Ringen
| Athleten          | Wettbewerb       | 1. Runde        | 1. Runde | Achtelfinale  | Achtelfinale  | Viertelfinale | Viertelfinale | Halbfinale    | Halbfinale    | Hoffnungsrunde Viertelfinale | Hoffnungsrunde Viertelfinale | Hoffnungsrunde Halbfinale | Hoffnungsrunde Halbfinale | Hoffnungsrunde Finale | Hoffnungsrunde Finale | Finale        | Finale        | Rang |
| Athleten          | Wettbewerb       | Gegner          | Ergebnis | Gegner        | Ergebnis      | Gegner        | Ergebnis      | Gegner        | Ergebnis      | Gegner                       | Ergebnis                     | Gegner                    | Ergebnis                  | Gegner                | Ergebnis              | Gegner        | Ergebnis      | Rang |
| ----------------- | ---------------- | --------------- | -------- | ------------- | ------------- | ------------- | ------------- | ------------- | ------------- | ---------------------------- | ---------------------------- | ------------------------- | ------------------------- | --------------------- | --------------------- | ------------- | ------------- | ---- |
| Freistil Frauen   |                  |                 |          |               |               |               |               |               |               |                              |                              |                           |                           |                       |                       |               |               |      |
| Patricia Bermúdez | Klasse bis 48 kg | Iwona Matkowska | 0:3      | ausgeschieden | ausgeschieden | ausgeschieden | ausgeschieden | ausgeschieden | ausgeschieden | ausgeschieden                | ausgeschieden                | ausgeschieden             | ausgeschieden             | ausgeschieden         | ausgeschieden         | ausgeschieden | ausgeschieden | 17   |

### Rudern
| Athleten                         | Wettbewerb                  | Vorlauf     | Vorlauf | Vorlauf        | Hoffnungslauf | Hoffnungslauf | Hoffnungslauf  | Viertelfinale | Viertelfinale | Viertelfinale  | Halbfinale  | Halbfinale | Halbfinale    | Finale      | Finale | Rang |
| Athleten                         | Wettbewerb                  | Zeit        | Rang    | Qualifikation  | Zeit          | Rang          | Qualifikation  | Zeit          | Rang          | Qualifikation  | Zeit        | Rang       | Qualifikation | Zeit        | Rang   | Rang |
| -------------------------------- | --------------------------- | ----------- | ------- | -------------- | ------------- | ------------- | -------------- | ------------- | ------------- | -------------- | ----------- | ---------- | ------------- | ----------- | ------ | ---- |
| Frauen                           |                             |             |         |                |               |               |                |               |               |                |             |            |               |             |        |      |
| Lucía Palermo                    | Einer                       | 8:07,89 min | 23      | Hoffnungslauf  | 7:52,49 min   | 2             | Viertelfinale  | 8:06,47 min   | 18            | Halbfinale C/D | 8:09,85 min | 20         | Finale D      | 8:40,38 min | 21     | 21   |
| María Laura Abalo Gabriela Best  | Zweier                      | 7:12,17 min | 9       | Hoffnungslauf  | 7:20,94 min   | 6             | Finale B       | -             | -             | -              | -           | -          | -             | 8:03,53 min | 9      | 9    |
| Milka Kraljev María Clara Rohner | Leichtgewichts-Doppelzweier | 7:33,37 min | 14      | Hoffnungslauf  | 7:40,72 min   | 5             | Finale C       | -             | -             | -              | -           | -          | -             | 7:44,62 min | 15     | 15   |
| Männer                           |                             |             |         |                |               |               |                |               |               |                |             |            |               |             |        |      |
| Santiago Fernández               | Einer                       | 6:46,03 min | 7       | Viertelfinale  | -             | -             | -              | 7:01,57 min   | 8             | Halbfinale A/B | 7:29,68 min | 7          | Finale B      | 7:20,40 min | 10     | 10   |
| Cristian Rosso Ariel Suárez      | Doppelzweier                | 6:13,68 min | 8       | Halbfinale A/B | -             | -             | -              | -             | -             | -              | 6:19,40 min | 1          | Finale A      | 6:36,36 min | 4      | 4    |
| Mario Cejas Miguel Mayol         | Leichtgewichts-Doppelzweier | 7:01,76 min | 20      | Hoffnungslauf  | 6:48,21 min   | 5             | Halbfinale C/D | -             | -             | -              | 7:11,46 min | 16         | Finale C      | 6:53,71 min | 17     | 17   |

### Schießen
| Athleten            | Wettbewerb                           | Qualifikation | Qualifikation | Finale        | Finale        | Ringe | Rang |
| Athleten            | Wettbewerb                           | Ringe         | Rang          | Ringe         | Rang          | Ringe | Rang |
| ------------------- | ------------------------------------ | ------------- | ------------- | ------------- | ------------- | ----- | ---- |
| Männer              |                                      |               |               |               |               |       |      |
| Juan Diego Angeloni | Kleinkaliber Dreistellungskampf 50 m | 580           | 50            | ausgeschieden | ausgeschieden | 580   | 20   |
| Alex Suligoy        | Kleinkaliber liegend 50 m            | 593           | 20            | ausgeschieden | ausgeschieden | 593   | 20   |

### Schwimmen
| Athleten            | Wettbewerb       | Vorlauf      | Vorlauf | Halbfinale    | Halbfinale    | Finale        | Finale        | Rang |
| Athleten            | Wettbewerb       | Zeit         | Rang    | Zeit          | Rang          | Zeit          | Rang          | Rang |
| ------------------- | ---------------- | ------------ | ------- | ------------- | ------------- | ------------- | ------------- | ---- |
| Frauen              |                  |              |         |               |               |               |               |      |
| Cecilia Biagioli    | 800 m Freistil   | 8:33,97 min  | 16      | –             | –             | ausgeschieden | ausgeschieden | 16   |
| Georgina Bardach    | 400 m Lagen      | 4:57,31 min  | 34      | –             | –             | ausgeschieden | ausgeschieden | 34   |
| Cecilia Biagioli    | 10 km Freiwasser | –            | –       | –             | –             | 2:01:02,2 h   | 17            | 17   |
| Männer              |                  |              |         |               |               |               |               |      |
| Federico Grabich    | 50 m Freistil    | 23,30 s      | 35      | ausgeschieden | ausgeschieden | ausgeschieden | ausgeschieden | 35   |
| Juan Martín Pereyra | 400 m Freistil   | 3:56,76 min  | 24      | –             | –             | ausgeschieden | ausgeschieden | 24   |
| Juan Martín Pereyra | 1500 m Freistil  | 15:36,72 min | 29      | –             | –             | ausgeschieden | ausgeschieden | 29   |
| Federico Grabich    | 100 m Rücken     | 56,56 s      | 41      | ausgeschieden | ausgeschieden | ausgeschieden | ausgeschieden | 41   |

### Segeln
Fleet Race
| Athleten                               | Wettbewerb      | Qualifikation | Qualifikation | Medal Race | Medal Race | Punkte | Rang   |
| Athleten                               | Wettbewerb      | Punkte        | Rang          | Punkte     | Rang       | Punkte | Rang   |
| -------------------------------------- | --------------- | ------------- | ------------- | ---------- | ---------- | ------ | ------ |
| Frauen                                 |                 |               |               |            |            |        |        |
| Jazmín López Becker                    | Windsurfen RS:X | 215           | 23            | -          | -          | 215    | 23     |
| Cecilia Carranza                       | Laser Radial    | 220           | 21            | -          | -          | 220    | 21     |
| Consuelo Monsegur María Fernanda Sesto | 470er           | 117           | 13            | -          | -          | 117    | 13     |
| Männer                                 |                 |               |               |            |            |        |        |
| Mariano Reutemann                      | Windsurfen RS:X | 136           | 11            | -          | -          | 136    | 11     |
| Julio Alsogaray                        | Laser           | 162           | 11            | -          | -          | 162    | 11     |
| Lucas Calabrese Juan de la Fuente      | 470er           | 81            | 3             | 87         | 3          | 87     | Bronze |

### Synchronschwimmen
| Athletinnen                | Wettbewerb | Qualifikation     | Qualifikation     | Qualifikation  | Qualifikation  | Qualifikation | Qualifikation | Finale         | Finale         | Finale           | Finale           |
| Athletinnen                | Wettbewerb | Technische Kür TK | Technische Kür TK | Freie Kür FK-Q | Freie Kür FK-Q | Gesamt        | Gesamt        | Freie Kür FK-F | Freie Kür FK-F | Gesamt TK + FK-F | Gesamt TK + FK-F |
| Athletinnen                | Wettbewerb | Punkte            | Rang              | Punkte         | Rang           | Punkte        | Rang          | Punkte         | Rang           | Punkte           | Rang             |
| -------------------------- | ---------- | ----------------- | ----------------- | -------------- | -------------- | ------------- | ------------- | -------------- | -------------- | ---------------- | ---------------- |
| Frauen                     |            |                   |                   |                |                |               |               |                |                |                  |                  |
| Etel Sánchez Sofía Sánchez | Duett      | 78,900            | 22                | 78,410         | 22             | 157,310       | 22            | ausgeschieden  | ausgeschieden  | ausgeschieden    | 22               |

### Taekwondo
| Athleten             | Wettbewerb       | Achtelfinale   | Achtelfinale | Viertelfinale    | Viertelfinale | Halbfinale     | Halbfinale    | Hoffnungsrunde Halbfinale | Hoffnungsrunde Halbfinale | Hoffnungsrunde Finale | Hoffnungsrunde Finale | Finale         | Finale        | Rang |
| Athleten             | Wettbewerb       | Gegner         | Ergebnis     | Gegner           | Ergebnis      | Gegner         | Ergebnis      | Gegner                    | Ergebnis                  | Gegner                | Ergebnis              | Gegner         | Ergebnis      | Rang |
| -------------------- | ---------------- | -------------- | ------------ | ---------------- | ------------- | -------------- | ------------- | ------------------------- | ------------------------- | --------------------- | --------------------- | -------------- | ------------- | ---- |
| Frauen               |                  |                |              |                  |               |                |               |                           |                           |                       |                       |                |               |      |
| Carola López         | Klasse bis 49 kg | Sanaa Atabrour | 1:0          | Lucija Zaninović | 4:13          | ausgeschieden  | ausgeschieden | ausgeschieden             | ausgeschieden             | ausgeschieden         | ausgeschieden         | ausgeschieden  | ausgeschieden | 9    |
| Männer               |                  |                |              |                  |               |                |               |                           |                           |                       |                       |                |               |      |
| Sebastián Crismanich | Klasse bis 80 kg | Vaughn Scott   | 9:5          | Nesar Bahawi     | 9:1           | Arman Jeremjan | 2:1           | -                         | -                         | -                     | -                     | Nicolás García | 1:0           | Gold |

### Tennis
| Athleten                           | Wettbewerb | 1. Runde                          | 1. Runde | 2. Runde        | 2. Runde      | Achtelfinale  | Achtelfinale  | Viertelfinale           | Viertelfinale | Halbfinale    | Halbfinale      | Spiel um Bronze | Spiel um Bronze | Rang   |
| Athleten                           | Wettbewerb | Gegner                            | Ergebnis | Gegner          | Ergebnis      | Gegner        | Ergebnis      | Gegner                  | Ergebnis      | Gegner        | Ergebnis        | Gegner          | Ergebnis        | Rang   |
| ---------------------------------- | ---------- | --------------------------------- | -------- | --------------- | ------------- | ------------- | ------------- | ----------------------- | ------------- | ------------- | --------------- | --------------- | --------------- | ------ |
| Frauen                             |            |                                   |          |                 |               |               |               |                         |               |               |                 |                 |                 |        |
| Gisela Dulko Paola Suárez          | Doppel     | Li Na Zhang Shuai                 | 4:6, 2:6 | ausgeschieden   | ausgeschieden | ausgeschieden | ausgeschieden | ausgeschieden           | ausgeschieden | ausgeschieden | ausgeschieden   | ausgeschieden   | ausgeschieden   | 17     |
| Männer                             |            |                                   |          |                 |               |               |               |                         |               |               |                 |                 |                 |        |
| Carlos Berlocq                     | Einzel     | Alex Bogomolow                    | 5:7, 6:7 | ausgeschieden   | ausgeschieden | ausgeschieden | ausgeschieden | ausgeschieden           | ausgeschieden | ausgeschieden | ausgeschieden   | ausgeschieden   | ausgeschieden   | 33     |
| Juan Martín del Potro              | Einzel     | Ivan Dodig                        | 6:4, 6:1 | Andreas Seppi   | 6:3, 7:6      | Gilles Simon  | 6:1, 4:6, 6:3 | Kei Nishikori           | 6:4, 7:6      | Roger Federer | 6:3, 6:7, 17:19 | Novak Đoković   | 7:5, 6:4        | Bronze |
| Juan Mónaco                        | Einzel     | David Goffin                      | 6:4, 6:1 | Feliciano López | 4:6, 4:6      | ausgeschieden | ausgeschieden | ausgeschieden           | ausgeschieden | ausgeschieden | ausgeschieden   | ausgeschieden   | ausgeschieden   | 17     |
| David Nalbandian                   | Einzel     | Janko Tipsarević                  | 3:6, 4:6 | ausgeschieden   | ausgeschieden | ausgeschieden | ausgeschieden | ausgeschieden           | ausgeschieden | ausgeschieden | ausgeschieden   | ausgeschieden   | ausgeschieden   | 33     |
| David Nalbandian Eduardo Schwank   | Doppel     | Michaël Llodra Jo-Wilfried Tsonga | 3:6, 5:7 | ausgeschieden   | ausgeschieden | ausgeschieden | ausgeschieden | ausgeschieden           | ausgeschieden | ausgeschieden | ausgeschieden   | ausgeschieden   | ausgeschieden   | 17     |
| Mixed                              |            |                                   |          |                 |               |               |               |                         |               |               |                 |                 |                 |        |
| Gisela Dulko Juan Martín del Potro | Doppel     | Jelena Wesnina Michail Juschny    | 6:3, 7:5 | –               | –             | –             | –             | Lisa Raymond Mike Bryan | 2:6, 5:7      | ausgeschieden | ausgeschieden   | ausgeschieden   | ausgeschieden   |        |

### Tischtennis
| Athleten | Wettbewerb | 1. Runde    | 1. Runde | 2. Runde    | 2. Runde | 3. Runde      | 3. Runde      | 4. Runde      | 4. Runde      | Viertelfinale | Viertelfinale | Halbfinale    | Halbfinale    | Finale        | Finale        | Rang |
| Athleten | Wettbewerb | Gegner      | Ergebnis | Gegner      | Ergebnis | Gegner        | Ergebnis      | Gegner        | Ergebnis      | Gegner        | Ergebnis      | Gegner        | Ergebnis      | Gegner        | Ergebnis      | Rang |
| -------- | ---------- | ----------- | -------- | ----------- | -------- | ------------- | ------------- | ------------- | ------------- | ------------- | ------------- | ------------- | ------------- | ------------- | ------------- | ---- |
| Männer   |            |             |          |             |          |               |               |               |               |               |               |               |               |               |               |      |
| Liu Song | Einzel     | Suraju Saka | 4:0      | Bojan Tokič | 3:4      | ausgeschieden | ausgeschieden | ausgeschieden | ausgeschieden | ausgeschieden | ausgeschieden | ausgeschieden | ausgeschieden | ausgeschieden | ausgeschieden | 33   |

### Triathlon
| Athleten          | Wettbewerb | Zeit      | Rang |
| ----------------- | ---------- | --------- | ---- |
| Männer            |            |           |      |
| Gonzalo Tellechea | Einzel     | 1:51:07 h | 38   |

### Turnen

#### Gerätturnen
| Athleten          | Wettbewerb | Qualifikation | Qualifikation | Finale        | Finale        | Rang          |
| Athleten          | Wettbewerb | Punkte        | Rang          | Punkte        | Rang          | Rang          |
| ----------------- | ---------- | ------------- | ------------- | ------------- | ------------- | ------------- |
| Männer            |            |               |               |               |               |               |
| Federico Molinari | Ringe      | 15,333        | 7             | 14,733        | 8             | 8             |
| Federico Molinari | Boden      | 13,433        | 62            | ausgeschieden | ausgeschieden | ausgeschieden |

Valeria Pereyra

### Volleyball
| Wettbewerb    | Männer |
| ------------- | --- |
| Athleten      | Gabriel Arroyo Nicolas Bruno Iván Castellani Facundo Conte Pablo Crer Luciano De Cecco Alexis González Federico Pereyra Cristian Poglajen Pablo Portela Rodrigo Quiroga Sebastián Solé |
| Trainer       | Javier Weber |
| Gruppenphase  | Australien (3:0) Italien (1:3) Polen (0:3) Bulgarien (3:1) Großbritannien (3:0) |
| Viertelfinale | Brasilien (0:3) |
| Halbfinale    | – |
| Finale        | – |